# Bolesław Taborski (poeta)

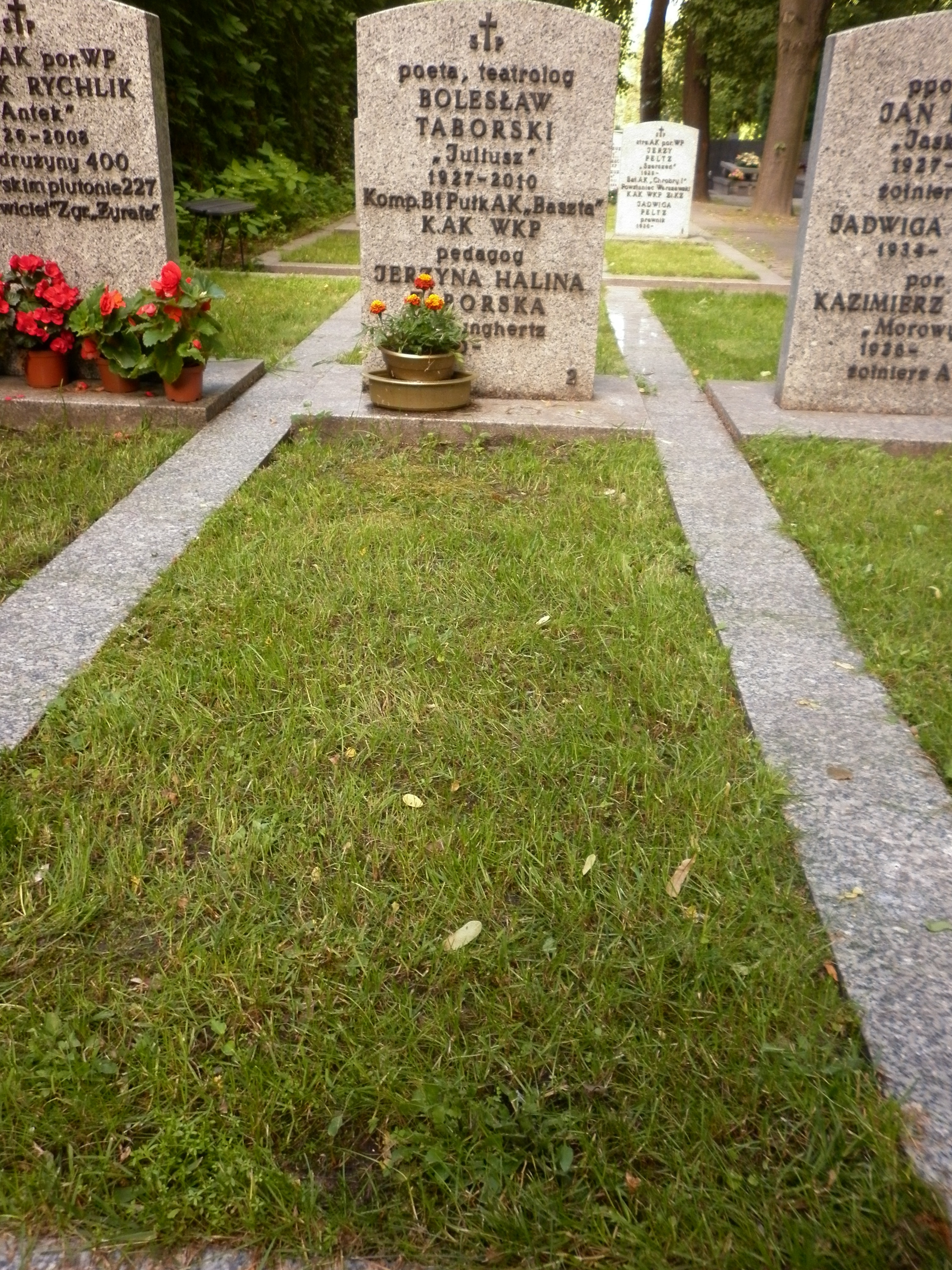
Grób Bolesława Taborskiego na cmentarzu Wojskowym na Powązkach

Bolesław Taborski (ur. 7 maja 1927 w Toruniu, zm. 6 grudnia 2010 w Londynie) – polski poeta, teatrolog, tłumacz i krytyk literacki.

## Życiorys
Pochodził z rodziny o tradycjach powstańczych i wojskowych. Oboje pradziadkowie zginęli w powstaniu styczniowym, ojciec był legionistą i oficerem artylerii Wojska Polskiego, walczył w dwóch wojnach światowych, matka – dentystka działała w konspiracji i zginęła zamordowana przez Niemców podczas II wojny światowej. 

## Udział w powstaniu warszawskim
W czasie wybuchu II wojny światowej miał 12 lat. Po raz pierwszy zaangażował się w działania konspiracyjne w Krakowie. Walkę w obronie kraju kontynuował po zamieszkaniu w Warszawie w 1943 roku. Należał wówczas do samokształceniowej grupy katolickiej i wstąpił do pułku „Baszta” Armii Krajowej, w którym działał pod pseudonimem „Juliusz”.
Podczas powstania warszawskiego walczył na Mokotowie. Prowadził wówczas dzienniczek, w którym hasłowo zapisywał informacje o wydarzeniach mających miejsce każdego dnia walk. Cały dokument, opatrzony sporządzonym po latach, rozwiniętym opisem, Bolesław Taborski wydał w publikacji „Moje Powstanie wtedy i teraz” (1998). Dzienniczek stanowi pierwszą część publikacji. Na drugą składa się zbiór artykułów, w których poeta porusza tematykę powstańczą. Po upadku powstania przebywał w obozie przejściowym w Pruszkowie, a następnie znalazł się w Stalagu X B Sandbostel. Przebywał tam do czasu wyzwolenia w 1945 roku i przeniósł się do Lubeki w północnych Niemczech. Tam też ukończył polskie liceum.

## Życie i działalność kulturalna na emigracji
Od 1946 na emigracji w Wielkiej Brytanii. Podjął studia uniwersyteckie na Uniwersytecie w Bristolu. Rozpoczął też studencką działalność – przez kilka lat pełnił funkcję prezesa koła studentów polskich, działał w organizacjach religijnych i społecznych, grał w angielskim teatrze. Należał do redakcji „Merkuriusza Polskiego”. Członek grupy poetyckiej Kontynenty. W latach 1959–1989 był pracownikiem Sekcji Polskiej BBC, prowadził m.in. niedzielny program poświęcony kulturze i sztuce, później zwany „Sztuka nad Tamizą”. Przetłumaczył na angielski dramaty Jana Pawła II: „Hiob”, „Jeremiasz”, „Brat naszego Boga”, „Przed sklepem jubilera”, „Promieniowanie ojcostwa”. Autor książek z dziedziny teatru. Był członkiem Stowarzyszenia Pisarzy Polskich i PEN Clubu.
Był mężem Haliny Taborskiej. Mieli córkę Annę.

Bolesław Taborski został pochowany 20 maja 2011 w Panteonie Żołnierzy Armii Krajowej na cmentarzu Wojskowym na Powązkach (kwatera D18-P04-2).

## Główne dzieła
Zbiory wierszy:
- Czasy mijania (1957)
- Ziarna nocy (1958)
- Przestępując granicę (1962)
- Lekcja trwająca (1967)
- Głos milczenia (1969)
- Wybór wierszy (1973)
- Sieć Słów (1976)
- For the Witnesses (1978)
- Obserwator cieni (1979)
- Miłość (1980)
- Cudza teraźniejszość (1983)
- Sztuka (1985)
- Cisza traw (1986)
- Życie i śmierć (1988)
- Dobranoc bezsensie (1991)
- Przetrwanie (1998)
- Poezje wybrane (1999)
- Drzwi gnieźnieńskie/Gniezno Door (2000)
- Ułamek istnienia (2002)
- Nowa Era Big Brothera i inne wiersze (2004)
- Plan B. (2007)
- Mój przyjaciel Szekspir (2007)
- Jedyne wyjście (2010)

Książki o teatrze:
- Nowy teatr elżbietański (1967)
- Polish Plays in English Translations – a bibliography (1968)
- Byron and the theatre (1972)
- Karola Wojtyły dramaturgia wnętrza (1989)
- Wprost w moje serce uderza droga wszystkich: o Karolu Wojtyle Janie Pawle II – szkice, wspomnienia, wiersze (2005)

Książka o powstaniu warszawskim: Moje Powstanie – wtedy i teraz (1998).

## Nagrody
- Nagroda Fundacji Alfreda Jurzykowskiego (1968)
- Nagroda Fundacji Kościelskich (1977)
- Nagroda ITI (International Theatre Institute – Międzynarodowy Instytut Teatralny) im. Stanisława Ignacego Witkiewicza (1988)
- Nagroda literacka ZAiKS-u dla tłumaczy (1990, 1995)[6]
- Nagroda Stowarzyszenia Kultury Europejskiej SEC (Sociéte Européenne de Culture) (1998)

Źródło:.